# Dongtan (Shanghai)
Homonyme : Dongtan, une division de la ville de Hwaseong en Corée du Sud
Vous pouvez aider à l'améliorer ou bien discuter des problèmes sur sa page de discussion.
- Il ne cite pas suffisamment ses sources. Vous pouvez indiquer les passages à sourcer avec {{référence nécessaire}} ou {{Référence souhaitée}}, et inclure les références utiles en les liant aux notes de bas de page. (Marqué depuis juin 2011)
- Il est à actualiser. Certains passages sont obsolètes ou annoncent des événements désormais passés. (Marqué depuis mai 2017)

- Archive Wikiwix
- Bing
- Cairn
- DuckDuckGo
- E. Universalis
- Gallica
- Google
- G. Books
- G. News
- G. Scholar
- Persée
- Qwant
- (zh) Baidu
- (ru) Yandex
- (wd) trouver des œuvres sur Wikidata

Dongtan (chinois simplifié : 东滩 ; chinois traditionnel : 東灘 ; pinyin : Dōngtān) est un projet de ville écologique qui devait voir le jour pour l'Exposition universelle de 2010 à Shanghai. La nouvelle ville aurait été située sur l'île de Chongming, à l'embouchure du Yangzi Jiang au nord de Shanghai. Construite sur 86 km2, la ville devait compter initialement entre 50 000 et 80 000 habitants. Il était prévu que 500 000 personnes s'y soient installées en 2050. La ville devait être la vitrine du développement durable, mais le projet, jugé trop ambitieux, a été gelé après quatre ans de travaux.
Confrontée à des pénuries d'énergie et à des problèmes de pollutions récurrents, la Chine devait tester avec Dongtan la construction d'une éco-ville, conçue en tant que telle dès le départ. Cette méthode aurait permis de mettre en place, grandeur nature, toutes les dernières innovations techniques et urbanistiques, en termes de production d'énergie verte, d'isolation, de circulations douces (ou écomobilité) notamment.

## Principes
- Autonomie énergétique
  - Implantation d'éoliennes
  - Transports en commun (navettes fluviales notamment) fonctionnant à l'énergie solaire
  - Utilisation de la biomasse
  - Piles à combustibles pour les véhicules individuels
- Économies d'énergie
  - Isolation des bâtiments par des toits végétaux
  - Orientation des façades en direction du soleil pour en récupérer l'énergie et l'ensoleillement direct
- Recyclage
  - Recyclage intégral des déchets produits
  - Recyclage de l'eau, à l'aide notamment des toits végétaux
- Qualité de vie
  - Limitation de la taille des immeubles à 8 étages
  - Espace important réservé aux piétons, 6 fois plus qu'à Copenhague, ville la plus aérée d'Europe. Seuls 40 % de l'espace est occupé par les constructions.
  - Nombreux espaces verts
- Production et matériaux locaux
  - Matériaux de construction extraits ou produits localement
  - Production d'aliments biologiques en proximité de la ville pour nourrir ses habitants

Ces principes visent à minimiser l'empreinte écologique de ses habitants en utilisant les technologies les plus modernes en la matière, à l'échelle d'une ville entière.
Ils s'inspirent ouvertement de l’éco-quartier londonien BedZED, première expérience du genre et incontestable réussite.

## Conception et réalisation
La société mixte Shanghai Industrial Investment Corporation (SIIC) est responsable du projet et délègue sa conception à la société britannique Arup, spécialisée dans l'ingénierie civile. Le contrat a été signé au 10 Downing Street en novembre 2005 en présence de Tony Blair et du président chinois Hu Jintao, en visite à Londres. Le groupe est déjà très présent en Chine : un quart de ses 7 000 salariés sont basés à Hong Kong et il est chargé de l'extension de l'aéroport international et du stade olympique des Jeux olympiques d'été de 2008 à Pékin. Le responsable du projet Dongtan pour Arup est Roger Wood.
La SIIC établit des coopérations scientifiques avec des centres de recherche internationaux pour valider son projet. On peut citer notamment des partenariats avec le CNRS et l'Université de Turin.

## Financement et viabilité économique
Ce projet aurait été, sur le long terme, très coûteux : « des dizaines de milliards de dollars, soit bien plus que les Jeux olympiques 2008 de Pékin » d'après Peter Head, directeur d’Arup. Le budget initial prévoit un investissement de 1,3 milliard de dollars, cette somme pourrait cependant fortement augmenter au cours des travaux. 
Dongtan, pour être viable économiquement, devait aussi attirer les employeurs et les investisseurs. Le vice-président de la SIIC, Li Zhinghong, souhaitait que ce soit « un endroit fait non seulement pour vivre, mais aussi pour gagner sa vie ». La société espérait attirer des laboratoires de recherche médicale de pointe et des industries high-tech. Un investissement d'un milliard de dollars avait été promis par un investisseur irlandais pour la création d'un centre équestre de taille importante.

## Avancement des travaux
Début 2007, les travaux de grande ampleur pour la construction de Dongtan n'avaient pas encore réellement démarré. Seuls quelques bureaux de promoteurs, des éoliennes et des serres signalaient le futur emplacement de Dongtan. C'est en mer que les premiers signes d'activité peuvent être décelés : la construction d'un pont à haubans (voir Pont nord de Chongming), achevé en 2009, prolongé par un tunnel, relie Shanghai à Chongming.
La ville ne sera finalement pas construite pour l'exposition universelle de 2010, et le projet a été gelé.

## Critiques du projet

### Choix du site
De vastes étendues marécageuses sur la pointe sud-est de l'île sont classées réserve naturelle et protégées au niveau international. Elles sont une étape migratoire pour des oiseaux allant de la Sibérie à l'Australie, les spatules à face noire notamment, qui sont une espèce rarissime (seulement un peu plus d'un millier d'individus sauvages subsistant dans le monde). Le choix du site ne semble donc pas judicieux en termes de conservation des espaces naturels.  
On peut donc s'interroger sur le caractère écologique d'une telle construction en zone marécageuse. Avant même de réaliser les bâtiments, il faudrait mettre en place un système de drainage important (et donc un lourd entretien par la suite) et des fondations tout aussi importantes.

### Empreinte écologique
Le bilan carbone de Dongtan sera certes meilleur que celui de la plupart des villes chinoises, mais l’empreinte écologique estimée de ses habitants serait tout de même de 2,2 hectares par personne. Ce chiffre est supérieur à la limite théoriquement soutenable pour notre planète : 1,9 hectare par personne[réf. nécessaire].

### Absence d'implantations industrielles
La ville créée de toutes pièces n’abritera que très peu d’activités industrielles, qui sont les premières sources de pollution chinoises. On peut donc considérer qu'elle ne fait que contourner le problème de la pollution, comme l'on fait d'autres pays en déportant la majorité de leur production industrielle en Chine.

### Population visée
Les populations qui pourront se permettre d'habiter Dongtan seront probablement majoritairement de riches citadins cherchant une qualité de vie supérieure à celle de Shanghai. Aucun plafond n’a aujourd'hui été fixé pour les prix des loyers, les concepteurs du projet ayant seulement promis 20 % de logement social. Dongtan serait donc une ville de privilégiés, ne résolvant en aucun cas les problèmes de pollution auxquels sont confrontées les populations les plus déshéritées.

### Projet vitrine
Enfin, une critique plus globale du projet qui serait une « vitrine écologique » dans un pays abritant 20 des 30 villes les plus polluées de la planète. L'opération est extrêmement ciblée et n'améliorera pas la situation très dégradée des villes chinoises existantes. Des experts[réf. nécessaire] estiment que les crédits utilisés pour faire sortir cette ville de terre auraient été plus efficaces dans des campagnes de sensibilisation aux économies d’énergie ou dans des projets urbains écologiques de rénovation des villes existantes.